# گناه (فیلم ۲۰۰۳)
گناه (به هندی: Paap) فیلمی محصول سال ۲۰۰۳ و به کارگردانی پوجا بات است. در این فیلم بازیگرانی همچون جان آبراهام، اودیتا گوسوامی، گلشن گروور، موهان آگاشه ایفای نقش کرده‌اند.